# Савостьянов, Евгений Вадимович
Евге́ний Вади́мович Савостья́нов (род. 28 февраля 1952, Москва) — советский горный инженер, учёный, российский политик и предприниматель, один из заместителей руководителя Администрации президента РФ.

## Биография
Родители — Вадим Константинович Мочалов и Ирина Евгеньевна Савостьянова. Двоюродный брат историка и религиоведа Андрея Зубова.
Образование получил в Московском горном институте (сегодня — Горный институт НИТУ «МИСиС») по специальности «горный инженер‑физик» (1975). Работал на горных предприятиях СССР, на рудниках Норильска, Североуральска, Джезказгана, Зангезура.
С 1975 по 1977 год — младший научный сотрудник Института физики Земли АН СССР.
С 1977 по 1990 год — научный сотрудник Института проблем комплексного освоения недр АН СССР. Работу в Академии наук совмещал с работой старателем на золотом прииске (на Чукотке) и горнорабочим на угольной шахте под Карагандой. Первый в СССР учёный секретарь научно-учебного объединения на базе ИПКОН и Московского горного института.

### В период Перестройки
- В 1989 году возглавлял Клуб избирателей Академии наук, руководивший предвыборной кампанией академика Андрея Сахарова[2][4]. Один из создателей движения «Демократическая Россия»[2][4] и Движения демократических реформ[3][4].
- В марте—апреле 1990 года неудачно баллотировался в депутаты Моссовета[1][5].
- В 1990—1991 годах — помощник председателя Московского городского Совета народных депутатов Гавриила Попова[1][4].
- с декабря 1990 года — член координационного совета движения «Демократическая Россия»[3].
- С июля 1991 года — генеральный директор департамента мэра города Москвы[1][4].
- 23 августа 1991 года, после провала выступления ГКЧП, закрыл здание ЦК КПСС[6][7].

### Работа в органах госбезопасности
С 6 сентября 1991 года — начальник управления КГБ СССР по городу Москве и Московской области. Спустя полторы недели, 25 сентября управление было передано в состав КГБ РСФСР.
С ноября 1991 года по декабрь 1994 года — заместитель директора (министра) — начальник управления АФБ РСФСР (МБ РФ, ФСК РФ) по городу Москве и Московской области. Руководил рядом специальных операций, в том числе освобождением заложников в Махачкале.
Весной-осенью 1994 года участвовал в работе по поддержке пророссийских сил в Чечне.
2 декабря 1994 года освобождён от занимаемой должности президентом Б. Ельциным после того, как направленное им подразделение УФСК по Москве и области вступило в конфликт с сотрудниками Службы безопасности президента РФ, проводившими незаконные оперативные мероприятия в отношении главы «Мост-банка» Владимира Гусинского без согласования с ФСК.

### Дальнейшая карьера
В 1995—1996 годах — председатель московской организации Российской партии социальной демократии (РПСД, Александра Яковлева), член совета, секретарь генерального совета движения «Профсоюзы России — на выборы» (с 1996 года — «Союз труда»).
С 1995 года — советник председателя Федерации независимых профсоюзов России (ФНПР) Михаила Шмакова. Выдвинул предложение о придании профсоюзным организациям функции управления пакетами акций членов трудовых коллективов. Летом 1996 года непродолжительное время работал в «Группе Мост». В июне 1996 года участвовал в конфликте, завершившемся отставкой М. Барсукова, А. Коржакова, О. Сосковца.
С августа 1996 года по декабрь 1998 года — заместитель руководителя администрации президента РФ, начальник главного управления кадров. Курировал вопросы присвоения высших воинских званий, назначения на должности категории А, деятельность Главного управления специальных программ, управления по делам казачества, отдела по военнопленным, интернированным и пропавшим без вести, управления наград, государственную герольдию. Руководил работой по освобождению из плена солдат 1-й чеченской войны (освобождено 992 из 996 человек). Руководил специальным штабом по обеспечению безопасности страны во время операции на сердце Президента Бориса Ельцина. Входил в комиссию при Президенте по противодействию политическому экстремизму (1997—1998). Секретарь постоянного совещания по кадровым вопросам при Совете обороны Российской Федерации. Член межведомственной комиссии Совета безопасности Российской Федерации по защите прав граждан и общественной безопасности, борьбе с преступностью и коррупцией. Был несколько запоздало уволен из администрации за предложение выдвинуть на пост премьер-министра Юрия Лужкова (сентябрь 1998 г.).
С марта 1999 года — председатель правления Московского фонда президентских программ, заместитель руководителя центрального штаба избирательной кампании движения «Отечество — Вся Россия», который занимался анализом предвыборной ситуации в регионах страны. Одновременно — председатель совета директоров ЗАО КЕМО, занимавшегося разведкой золота в Кемеровской области.

### Участие в президентских выборах
В январе 2000 года выразил желание баллотироваться в президенты России. В феврале зарегистрирован кандидатом в президенты России. 21 марта 2000 года Евгений Савостьянов официально заявил о снятии своей кандидатуры с выборов президента РФ в пользу лидера «Яблока» Григория Явлинского, также баллотировавшегося на пост главы государства. Об этом Савостьянов заявил в ходе теледебатов на телеканале НТВ с участием кандидатов в президенты, представляющих демократические силы, Г. Явлинского и самарского губернатора Константина Титова. Прямо в телестудии Савостьянов подписал заявление об отказе баллотироваться кандидатом в президенты и документ был отправлен по факсу в Центральную избирательную комиссию. После выборов инициировал обращение ветеранов демократического движения к «Союзу Правых Сил» и «Яблоку» об объединении (подписали также Ю.Афанасьев, Ю.Рыжов, С.Филатов, Е.Яковлев) и добился подписания соответствующего меморандума С. Кириенко и Г. Явлинским в апреле 2000 года, после чего ушёл из политики.

### Бизнес
- В 2000—2005 годах — 1-й вице-президент ОАО «Московская нефтегазовая компания»[2][3]. В ходе корпоративной борьбы за Московский НПЗ с «Сибнефтью» инициировал пресечение практики использования решений «удалённых» судов в корпоративных спорах[1]. Ушёл из компании после конфликта с Ю. Лужковым и его деловым партнёром Ш. Чигиринским[1].
- В 2005—2008 годах — Председатель совета директоров ЗАО «Нефть Поволжья-Ресурс»[2][3].
- В 2007—2009 годах — Президент девелоперской компании ОАО «Хрустальный Остров» и ООО «Метро-Навтика»[2][3].
- В 2010—2014 годах — старший вице-президент ОАО «Система Масс-медиа»[2][3], председатель совета директоров ОАО «Система Масс-медиа». Руководил антипиратской компанией в России[2], выдвинул предложение о создании общедоступного образовательного телевидения и контента[2]. Автор идеи создания 1-го Циркового телеканала[1]. Участвовал в съёмках фильма «Миссия невыполнима: Протокол Фантом»[1].
- В 2009 году стал инициатором создания движения за российско-американское сближение[1].
- Член Совета по внешней и оборонной политике[13].
- Заместитель председателя правления Межрегионального общественного движения «Содействие российско-американскому сближению», созданного по его инициативе[1].
- Председатель Координационного совета по защите интеллектуальной собственности[1].
- Автор книг «Спецслужбы на переломе» (М.: 2017), «Демократ — Контрразведчик. Вспоминательный роман» (М.: 2020), «Я закрыл КПСС» (М.: 2022), многих научных и публицистических статей, изобретений, сценариев[1].
- Многократный лауреат конкурса «1000 лучших менеджеров России»[1].

### Последующие годы
В июле 2014 года, опубликовав на своём сайте ряд остро критических статей в связи с захватом Россией Крыма и части Восточной Украины, ушёл на пенсию.
С 2020 года регулярно публикуется в Фейсбуке. Развернул на этой площадке кампанию «Никто не навсегда» с требованием не допустить внесения в Конституцию РФ изменений, позволяющих Владимиру Путину снова баллотироваться на должность Президента РФ.
В декабре 2022 года выехал из России.
С 2023 года активно участвует в стримах на YouTube. Его выступления собирают до 700 тысяч просмотров.

## Семья
Жена — Юлия Савостьянова.
Два сына — Кирилл (1980—2024) и Алексей (род. 1984). Внуки — Дмитрий (род. 2010), Евгений (род. 2015). Внучка — София Эмили (род. 2015).

## Увлечения
Играет в футбол. Любит кавказскую кухню и крепкий чай.

## Звания и награды
- Кандидат технических наук[1][2] (1985 г.)[1]
- Полковник (1991 г.)[3]
- Генерал-майор[2] (1993 г.)[4][3]
- Медаль «Защитнику свободной России» (1993 г.)[1][2]
- Действительный государственный советник Российской Федерации 1 класса[2][4] (3 декабря 1996 г.)
- Орден Мужества (2008 г.)[1][2]

## Сочинения
- Спецслужбы на переломе: о работе Московского управления КГБ-АФБ-МБВД-ФСК в переходный период. — М.: Достоинство, 2017. — 263 с.
- Демократ — Контрразведчик: Вспоминательный роман. — М.: РадиоСофт, 2020. — 704 с.
- Я закрыл КПСС. — М.: Синдбад, 2022. — 736 с.